# دارين هيلم
دارين هيلم هو لاعب هوكي الجليد كندي، ولد في 21 يناير 1987 في وينيبيغ في كندا.

## وصلات خارجية
- دارين هيلم على موقع دوري الهوكي الوطني (الإنجليزية)
- دارين هيلم على موقع قاعة مشاهير الهوكي (لاعب أن.إتش.أل) (الإنجليزية)
- دارين هيلم على موقع EliteProspects.com (الإنجليزية)
- دارين هيلم على موقع HockeyDB.com (الإنجليزية)
- دارين هيلم على موقع Hockey-Reference.com (الإنجليزية)